# Église des Martyrs
L'église des Martyrs (vietnamien : Nhà thờ Kính Nữ Vương Các Thánh Tử Đạo) ou église Cửa Bắc (vietnamien : Nhà thờ Cửa Bắc) est une église catholique de Hanoï, parmi les plus connues de la ville. Elle dépend de l'archidiocèse d'Hanoï.

## Historique

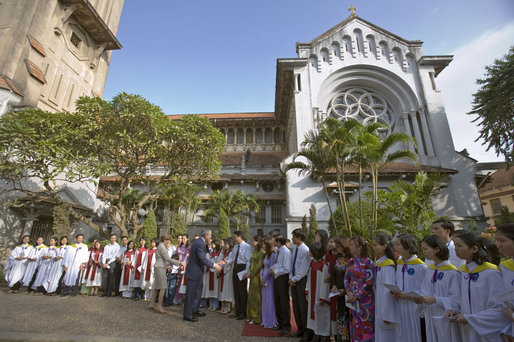
Visite officiel du président Bush et de sa femme devant l'Eglise des Martyres d'Hanoï le 19 novembre 2006

L'église est construite à la place d'une église datant de la fin du XIXe siècle, en 1932, du temps de l'administration de l'Indochine française, alors qu'Ernest Hébrard décide d'établir un nouveau plan urbanistique. Elle est édifiée sous l'épiscopat de Mgr Gendreau, mep. Cette église est dédiée aux Martyrs du Tonkin du XIXe siècle, dont le plus connu est saint Théophane Vénard (encore bienheureux au moment de la construction), prêtre des Missions étrangères de Paris, société qui administre alors depuis le XVIIe siècle le Tonkin et le vicariat apostolique d'Hanoï.
L'église est construite en face de la porte nord (Cua Bac) de la citadelle d'Hanoï. Son architecture est éclectique avec une influence prépondérante du style Art déco, typique des années 1930, et des éléments d'architecture traditionnelle de la région, comme les tuiles. Le père Caillou était un curé fameux de cette paroisse avant l'expulsion du clergé sous le Vietminh. Le père Christian Simonnet (1912-2002), mep, y fut curé de 1949 à 1954.
Le président George W. Bush et son épouse s'y sont rendus en visite officielle en 2006. Ce qui fait d'elle donc un haut lieu idéologique pour l'opposition conservatrice et pro-occidentale.